# 인터넷 포럼

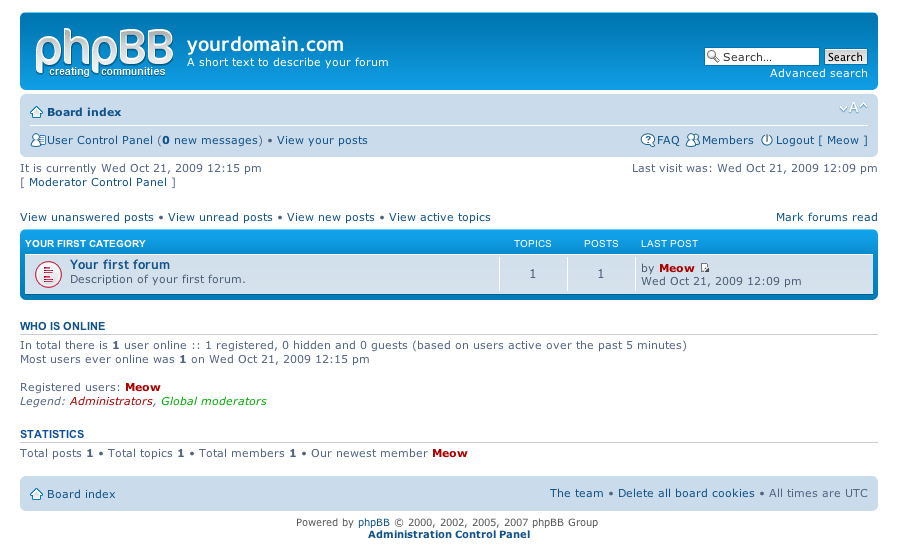
PhpBB로 구동되는 인터넷 포럼

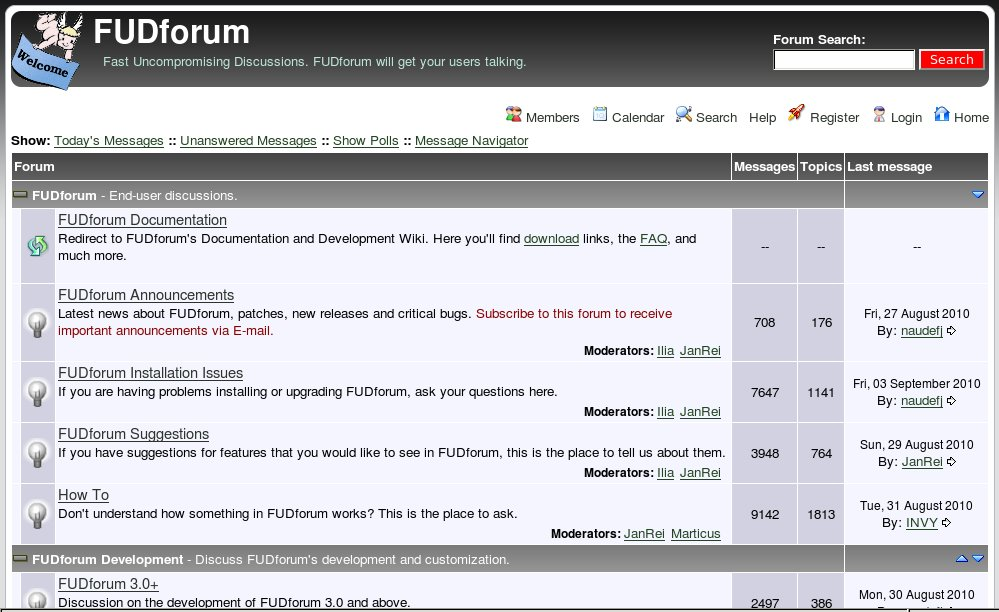
또 다른 인터넷 포럼 소프트웨어 패키지인 FUDforum

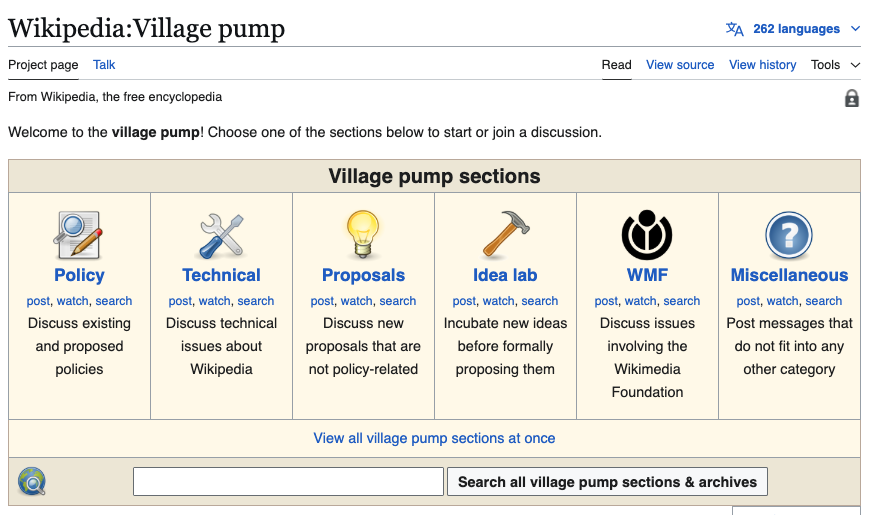
위키백과의 인터넷 포럼인 영어 위키백과 사랑방, 2025년 기준

인터넷 포럼(Internet forum) 또는 메시지 보드(message board)는 사람들이 게시된 메시지 형태로 대화를 나눌 수 있는 온라인 토론 플랫폼이다. 채팅과는 달리 메시지가 한 줄 이상의 텍스트인 경우가 많고, 적어도 일시적으로는 보관된다는 점에서 다르다. 또한, 사용자의 접근 수준이나 포럼 설정에 따라 게시된 메시지가 공개적으로 표시되기 전에 진행자의 승인을 받아야 할 수도 있다.
포럼에는 특정 용어 세트가 있다. 예를 들어, 단일 대화는 "스레드" 또는 주제라고 불린다. 이 이름은 고대 로마의 포룸에서 유래했다.
토론 포럼은 계층적이거나
트리형 구조를 가지고 있으며, 포럼은 여러 하위 포럼을 포함할 수 있으며, 각 하위 포럼은 여러 주제를 가질 수 있다. 포럼 주제 내에서 시작되는 각 새 토론은 스레드라고 불리며 원하는 만큼 많은 사람들이 답변할 수 있다.
포럼 설정에 따라 사용자는 익명이거나 포럼에 등록하고 로그인하여 메시지를 게시해야 할 수 있다. 대부분의 포럼에서 사용자는 기존 메시지를 읽기 위해 로그인할 필요가 없다.

## 역사
현대 포럼은 게시판과 컴퓨터 회의 시스템이라 불리는 다이얼업 전자 게시판 (BBS)의 기술적 진화에서 비롯되었다. 기술적인 관점에서 포럼 또는 게시판은 웹 애플리케이션으로 UCC를 관리한다.
초기 인터넷 포럼은 전자우편 리스트 또는 뉴스그룹 (예: 유즈넷에 존재하는 것과 같은)의 웹 버전으로 설명될 수 있으며, 사람들이 메시지를 게시하고 다른 메시지에 댓글을 달 수 있도록 허용했다. 나중에 개발된 포럼은 다른 뉴스그룹이나 개별 리스트를 모방하여 특정 주제에 전념하는 여러 포럼을 제공했다.
인터넷 포럼은 여러 선진국에서 널리 퍼져 있다. 일본이 가장 많이 게시하며, 가장 큰 포럼인 5채널에서는 하루에 2백만 건 이상이 게시된다. 중국 또한 톈야 클럽과 같은 포럼에서 수백만 건의 게시물을 가지고 있다.
최초의 포럼 시스템 중 일부는 1970년대 초에 개발된 Planet-Forum 시스템, 1976년에 처음 운영된 EIES 시스템, 1977년에 처음 운영된 KOM 시스템이었다. 1979년 듀크 대학교 학생들은 유즈넷으로 온라인 토론 플랫폼을 만들었다.
최초의 포럼 사이트 중 하나 (오늘날에도 활동 중인)는 한때 델파이라고 불렸던 델파이 포럼이다. 4백만 명의 회원을 보유한 이 서비스는 1983년으로 거슬러 올라간다.
포럼은 1970년대 후반에 처음 만들어진 다이얼업 전자 게시판 시스템 및 유즈넷 네트워크와 유사한 기능을 수행한다. 초기 웹 기반 포럼은 1994년으로 거슬러 올라가며, W3 컨소시엄의 WIT 프로젝트에서 시작되었고, 이 시점부터 많은 대안이 만들어졌다. 정기적인 사용자가 있는 포럼 주변에는 종종 가상 공동체가 형성된다. 테크놀로지, 비디오 게임, 스포츠, 음악, 패션, 종교, 정치는 포럼 주제로 인기 있는 분야이지만, 엄청나게 많은 주제에 대한 포럼이 존재한다. 인터넷 전반에서 인기 있는 인터넷 속어 및 이미지 매크로는 인터넷 포럼에서 풍부하게 사용된다.
포럼 소프트웨어 패키지는 인터넷에서 널리 사용 가능하며, PHP, 펄, 자바, ASP와 같은 다양한 프로그래밍 언어로 작성되어 있다. 게시물 구성 및 기록은 텍스트 파일 또는 데이터베이스에 저장될 수 있다. 각 패키지는 텍스트 전용 게시물을 제공하는 가장 기본적인 기능부터 멀티미디어 지원 및 형식화 코드 (일반적으로 BBCode로 알려짐)를 제공하는 고급 패키지까지 다양한 기능을 제공한다. 많은 패키지는 기존 웹사이트에 쉽게 통합되어 방문자가 기사에 댓글을 게시할 수 있도록 한다.
블로그 소프트웨어와 같은 여러 다른 웹 애플리케이션도 포럼 기능을 포함한다. 워드프레스 블로그 게시물 하단의 댓글은 특정 블로그 게시물에 대한 단일 스레드 토론을 허용한다. 반면 슬래시코드는 훨씬 더 복잡하여 완전 스레드 토론을 허용하고 강력한 중재 및 메타 중재 시스템뿐만 아니라 포럼 사용자에게 제공되는 많은 프로필 기능을 통합한다.
포럼의 일부 독립 스레드는 명성을 얻었는데, 예를 들어 MovieCodec.com 포럼의 "I am lonely will anyone speak to me" 스레드는 와이어드 잡지에 의해 "웹에서 외로운 사람들을 위한 최고의 아지트"로 묘사되었다. 또는 스티븐 하르나드의 Subversive Proposal 등이 있다.

## 목적
온라인 토론 플랫폼은 사람들이 집단적 성찰에 참여하고 관점 교환 및 문화 간 이해를 증진시킬 수 있다.
아이디어의 공개적인 표출은 상호 주관적 의미 부여를 촉진할 수 있다.
온라인 토론 플랫폼은 효과적인 대규모 공공 참여를 위한 중요한 구조적 수단이 될 수 있다.

### 교육에서
온라인 토론 플랫폼은 교육에서 중요한 역할을 할 수 있다. 최근 몇 년 동안 온라인 토론 플랫폼은 원격 교육뿐만 아니라 캠퍼스 기반 환경에서도 중요한 부분이 되었다.
제안된 대화형 전자 학습 공동체(iELC)는 물리학 학생들이 온라인 및 교실 학습 과제에 참여하도록 하는 플랫폼이다. 간략한 교실 토론에서는 기본적인 물리학 공식, 정의 및 개념이 공개되며, 이후 학생들은 iELC 포럼 토론에 참여하고 채팅 및 대화 도구를 활용하여 주제에 대한 이해를 향상시킨다. 그런 다음 교사는 다음 교실 세션에서 선택된 포럼 게시물을 토론한다.
교실 온라인 토론 플랫폼은 이러한 플랫폼의 한 유형이다.
로즈는 전자 학습 플랫폼 개발의 기본 동기가 규모의 효율성, 즉 더 적은 비용으로 더 많은 학생을 가르치는 것이라고 주장한다.
한 연구는 전자 학습 플랫폼이 학습 활동에 커리큘럼 보상 메커니즘을 통합할 때 학습자들이 강좌 토론 빈도를 높이고 전자 학습 플랫폼과 적극적으로 상호 작용할 것임을 발견했다.

### 스마트 도시에서
"시청 타운홀"은 로테르담의 정책 수립을 위한 참여 플랫폼을 포함한다.
2022년에 유엔은 D-Agree 아프가니스탄이 아프가니스탄에서 디지털 및 스마트 도시 솔루션으로 사용되고 있다고 보고했다. D-Agree는 인공지능 기반의 진행을 지원하는 토론 지원 플랫폼이다. D-Agree의 토론 트리는 이슈 기반 정보 시스템에서 영감을 받아 이슈, 아이디어, 장점, 단점의 네 가지 요소 조합을 포함한다. 이 소프트웨어는 IBIS를 기반으로 토론 구조를 실시간으로 추출하며 모든 문장을 자동으로 분류한다.

### 합리화
온라인 토론 플랫폼은 효율성, 유용성 및 품질을 위해 토론을 합리화하도록 설계 및 개선될 수 있다. 예를 들어, 투표, 맞춤형 알림, 사용자 레벨, 게임화, 구독, 봇, 토론 요구 사항, 구조화, 레이아웃, 정렬, 연결, 피드백 메커니즘, 평판 기능, 수요 신호 기능, 요청 기능, 시각적 강조, 분리, 큐레이션, 실시간 협업 도구, 인간 및 자원 동원 도구, 표준화, 데이터 처리, 세분화, 요약, 중재, 시간 간격, 분류/태그 지정, 규칙 및 인덱싱을 시너지 효과로 활용하여 플랫폼을 개선할 수 있다.
2013년 사라 페레즈는 온라인 토론을 위한 최고의 플랫폼이 아직 존재하지 않는다고 주장하며, 댓글 섹션이 "어떤 댓글이나 공유가 반향을 일으켰는지, 그 이유는 무엇인지" 그리고 "누가 들을 자격이 있는지 이해하는지" 보여준다면 더 유용할 수 있다고 언급했다.
온라인 플랫폼은 본질적으로 정보에 입각한 시민 참여를 보장하지 않는다. 연구에 따르면 이러한 공간은 적대적이고 피상적이며 잘못된 정보가 대화를 지배하게 될 때 심의적 참여를 훼손할 수도 있다 (참조: 인터넷 트롤, 뻘글). 이러한 플랫폼이 정보에 입각한 시민 토론과 정책 기여를 이끌어낼 수 있도록 하는 필수적인 메커니즘은 심의이다. 문제는 단순히 대중의 의견을 수렴하는 것이 아니라 정책 수립 과정에 도움이 될 수 있는 정보에 입각한 대중 토론을 촉진하는 온라인 맥락을 만드는 데 있다고 주장된다.
온라인 시민 소통은 내용의 숙고 정도와 선택적 인식 및 이념적 단편화가 그 안에서 어떤 역할을 하는지 평가하기 위해 연구되었다(참조: 필터 버블).
온라인 심의 연구의 한 하위 분야는 "현재 사용 가능한 옵션을 능가하는 심의적 경험을 용이하게 하는" 새로운 플랫폼 개발에 전념하고 있다.

## 구조
포럼은 트리형 디렉토리 구조로 구성된다. 최상위는 "카테고리"이다. 포럼은 관련 토론을 위해 카테고리로 나눌 수 있다. 카테고리 아래에는 하위 포럼이 있으며, 이 하위 포럼은 더 많은 하위 포럼을 가질 수 있다. 주제(일반적으로 스레드라고 불림)는 최하위 하위 포럼 아래에 있으며, 이 곳에서 회원은 토론이나 게시물을 시작할 수 있다. 논리적으로, 포럼은 유한한 일반 주제 집합(보통 하나의 주요 주제)으로 구성되며, 회원으로 알려진 그룹에 의해 주도되고 업데이트되며, 진행자로 알려진 그룹에 의해 관리된다. 또한 그래프 구조를 가질 수도 있다.
모든 메시지 보드는 세 가지 가능한 표시 형식 중 하나를 사용한다.
세 가지 기본 메시지 보드 표시 형식: 비스레드/부분 스레드/완전 스레드,
각각 장점과 단점이 있다. 메시지가 서로
전혀 관련이 없다면 비스레드 형식이 가장 좋다. 사용자가 메시지 주제와 여러
그 메시지 주제에 대한 답글을 가지고 있다면 부분 스레드 형식이 가장 좋다. 사용자가 메시지
주제와 그 메시지 주제에 대한 답글, 그리고 답글에 대한 응답을 가지고 있다면 완전 스레드
형식이 가장 좋다.

### 사용자 그룹
내부적으로 서구식 포럼은 방문자와 로그인한 회원을 사용자 그룹으로 구성한다. 권한과 권리는 이 그룹을 기반으로 부여된다. 포럼 사용자는 관리자가 설정한 기준에 따라 자동으로 더 높은 권한의 사용자 그룹으로 승격될 수 있다. 폐쇄된 스레드를 회원으로 보는 사람은 메시지를 제출할 권한이 없다는 상자를 보겠지만, 진행자는 동일한 상자를 보고 메시지 게시 이상의 접근 권한을 가질 가능성이 높다.
사이트에 등록되지 않은 사용자는 일반적으로 게스트 또는 방문자라고 불린다. 게스트는 일반적으로 데이터베이스 변경이나 개인 정보 침해를 요구하지 않는 모든 기능에 대한 접근 권한을 부여받는다. 게스트는 일반적으로 포럼 내용을 보거나 읽음 표시와 같은 기능을 사용할 수 있지만, 때때로 관리자는 방문자가 포럼을 읽는 것을 허용하지 않아 등록된 회원이 되도록 유도할 수 있다. 포럼, 섹션 또는 스레드를 매우 자주 방문하는 사람을 눈팅족이라고 하며, 이러한 습관을 눈팅이라고 한다. 등록된 회원들은 특정 위치에서 눈팅하고 있다고 말하는 경우가 많은데, 이는 해당 섹션에 참여할 의도는 없지만 기여 내용을 읽는 것을 즐긴다는 의미이다.

#### 진행자
진행자("mod"의 단수 축약형)는 토론을 중재하고(중재와 유사), 포럼을 깨끗하게 유지하기 위해(스팸 및 스팸봇 등을 무력화) 모든 회원의 게시물과 스레드에 접근 권한이 부여된 포럼의 사용자(또는 직원)이다. 진행자는 또한 포럼 및 일반적인 질문에 대한 사용자의 우려 사항에 답변하고 특정 불만 사항에 응답한다. 진행자의 일반적인 권한에는 게시물 및 스레드의 삭제, 병합, 이동 및 분할, 스레드의 잠금, 이름 변경 및 고정 등이 포함된다. 회원에 대한 차단, 차단 해제, 일시 정지, 일시 정지 해제, 경고 또는 스레드의 설문 조사 추가, 편집 및 제거 등이 있다. "주니어 모딩", "백시트 모딩" 또는 "포럼 코핑"은 다른 회원을 비판할 때 진행자처럼 행동하는 일반 사용자의 행동을 부정적으로 지칭할 수 있다.
본질적으로 진행자의 의무는 사용자 기여 및 상호 작용의 흐름과 관련하여 포럼 또는 게시판의 일상 업무를 관리하는 것이다. 이러한 사용자 관리의 상대적인 효율성은 포럼의 전반적인 품질, 매력 및 상호 관련된 사용자 커뮤니티로서의 유용성에 직접적인 영향을 미친다.
진행자는 많은 웹사이트에서 무급 자원봉사자로 활동하며, 이는 논란과 커뮤니티의 긴장을 유발했다. 레딧에서는 일부 진행자들이 자신들의 무급 노동이 제대로 인정받지 못하는 것에 대한 불만을 표명했으며, 다른 사이트 사용자들은 진행자들이 특별 접근 권한을 남용하여 "작은 독재자"들의 "도당"처럼 행동한다고 비난했다. 4chan에서는 진행자들이 상당한 수준의 조롱과 경멸의 대상이 된다. 그들은 종종 이미지 보드의 악명 높은 뻘글을 청소하는 작업에 비추어 청소부(또는 더 경멸적으로 "jannies")라고 불린다.

#### 관리자
관리자("admin"의 축약형)는 사이트 운영에 필요한 기술적인 세부 사항을 관리한다. 따라서 그들은 회원을 진행자로 임명하고 해임하며, 규칙을 관리하고, 섹션과 하위 섹션을 생성하며, 모든 데이터베이스 작업(데이터베이스 백업 등)을 수행할 권한을 갖는다. 관리자는 종종 진행자 역할도 수행한다. 관리자는 또한 포럼 전체 공지사항을 발표하거나 포럼의 모양(스킨으로 알려짐)을 변경할 수도 있다. 관리자들이 지식을 공유하는 포럼도 많다.

### 게시물
게시물은 사용자가 제출한 메시지로, 사용자 세부 정보와 제출 날짜 및 시간이 포함된 블록에 담겨 있다. 회원은 일반적으로 자신의 게시물을 편집하거나 삭제할 수 있다. 게시물은 스레드에 포함되어 블록 형태로 차례로 표시된다. 첫 번째 게시물이 스레드를 시작한다. 이를 TS(스레드 시작자) 또는 OP(원래 게시물)라고 부를 수 있다. 스레드에 이어지는 게시물은 해당 게시물에 대한 토론을 계속하거나 다른 답변에 응답하기 위한 것이다. 토론이 엉뚱한 방향으로 흐르는 것은 드문 일이 아니다.
서구 포럼에서 회원의 세부 정보(이름, 아바타 등)를 표시하는 고전적인 방식은 게시물 왼쪽, 고정 너비의 좁은 열에 있었고, 게시물 제어는 오른쪽 하단, 서명 블록 위에 위치했다. 최근 포럼 소프트웨어 구현에서는 게시물 위에 회원 세부 정보를 표시하는 아시아 스타일이 복사되었다.
게시물은 내부적으로 글자 수로 측정되는 제한이 있다. 종종 메시지의 최소 길이가 10자여야 한다. 항상 상한선이 있지만 거의 도달하지 않는다. 대부분의 게시판은 10,000, 20,000, 30,000 또는 50,000자로 설정되어 있다.
대부분의 포럼은 사용자의 게시물 수를 추적한다. 게시물 수는 특정 사용자가 작성한 게시물 수를 측정하는 것이다. 게시물 수가 많은 사용자는 게시물 수가 적은 사용자보다 더 신뢰할 수 있는 것으로 간주되는 경우가 많지만 항상 그런 것은 아니다. 예를 들어, 일부 포럼에서는 정보의 양보다 질을 강조하기 위해 게시물 수를 비활성화했다.

### 스레드
스레드(때때로 주제라고도 함)는 게시물 모음으로, 일반적으로 오래된 것부터 최신 순으로 표시되지만, 이는 일반적으로 구성 가능하다. 최신 것부터 오래된 것 순서와 스레드 보기(시간순서보다 논리적 답글 구조를 적용한 트리형 보기) 옵션이 제공될 수 있다. 스레드는 제목, 의도된 토론을 요약할 수 있는 추가 설명, 그리고 게시자가 원하는 대화나 발표를 시작하는 시작 또는 원본 게시물(일반적으로 OP로 약칭되며, 원본 게시자를 지칭하는 데 사용될 수도 있음)로 정의된다. 스레드는 여러 회원의 여러 게시물을 포함하여 원하는 수의 게시물을 포함할 수 있으며, 연속해서 게시된 게시물도 포함될 수 있다.

#### 범핑
스레드는 포럼에 포함되며 마지막 게시물의 날짜로 간주되는 관련 날짜를 가질 수 있다(다른 기준에 따라 스레드를 정렬하는 옵션은 일반적으로 사용 가능). 회원이 스레드에 게시하면 가장 최근에 업데이트된 스레드이므로 맨 위로 이동한다. 마찬가지로 다른 스레드가 게시물을 받으면 그 앞에 나타난다. 회원이 아무 이유 없이 스레드에 게시하여 맨 위로 이동하게 하는 것을 범프 또는 범핑이라고 한다. "bump"가 "bring up my post"의 약자라고 제안되었지만, 이는 거의 확실히 역두문자어이며, "새로운 위치로 움직이다"를 의미하는 동사 "bump"와 완전히 일치한다.
일부 메시지 게시판에서는 사용자가 게시물을 작성하고 싶지만 "범프"하지 않으려면 현자(sage, /ˈsɑːɡeɪ/로 발음되지만 종종 /seɪdʒ/로 발음됨)를 선택할 수 있다. "현자"라는 단어는 "내리다"를 의미하는 5채널 용어 下げる sageru에서 파생되었다.

#### 고정
중요하지만 게시물이 거의 없는 스레드는 고정된다(또는 일부 소프트웨어에서는 "고정"). 고정된 스레드는 항상 일반 스레드 앞에 나타나며, 종종 자체 섹션에 있다. "스레드형 토론 그룹"은 스레드형 또는 비동기식 토론 목적으로 포럼을 사용하는 개인 그룹을 의미한다. 이 그룹은 포럼의 유일한 사용자일 수도 있고 아닐 수도 있다.
스레드의 인기는 포럼에서 답글 수(대부분의 기본 포럼 설정에서 첫 게시물을 제외한 총 게시물 수)로 측정된다. 일부 포럼은 페이지 뷰도 추적한다. 특정 수의 게시물 또는 특정 수의 조회수를 충족하는 스레드는 "인기 스레드"와 같은 지정을 받을 수 있으며 다른 스레드와 다른 아이콘으로 표시될 수 있다. 이 아이콘은 스레드를 강조하기 위해 더 눈에 띄게 나타날 수 있다. 포럼 사용자가 특정 스레드에 대한 관심을 잃으면 해당 스레드는 죽은 스레드가 된다.
|  |  |  |

## 토론
포럼은 공개적이고 자유로운 토론을 전제로 하며, 종종 사실상 표준을 채택한다. 포럼에서 가장 흔한 주제는 질문, 비교, 의견 조사, 그리고 토론이다. 사람들이 이성을 잃을 때, 특히 논쟁의 여지가 있는 주제일 경우, 무의미하거나 반사회적인 행동이 발생하는 것은 드문 일이 아니다. 참가자들 간의 가치관 차이에 대한 이해 부족은 포럼에서 흔한 문제이다. 주제에 대한 답변이 종종 누군가의 관점을 겨냥하여 작성되기 때문에, 사람들은 서로의 유효성, 출처 등을 질문하면서 토론이 여러 방향으로 약간 벗어나는 경우가 많다. 순환적인 토론과 답변의 모호성은 스레드에서 수십 개의 게시물로 확장될 수 있으며, 결국 모두가 포기하거나 주의 집중 시간이 흔들리고 더 흥미로운 주제가 등장하면서 끝난다. 토론이 인신 공격의 오류로 끝나는 것은 드문 일이 아니다.

### 소유자 및 진행자의 책임
명예훼손 및 피해를 주장하며 포럼 및 진행자를 대상으로 여러 소송이 제기되었다.
대부분의 경우, 미국에서 포럼 소유자와 진행자는 통신 품위법 섹션 230에 의해 보호받는다. 이 법은 "[n]o provider or user of an interactive computer service shall be treated as the publisher or speaker of any information provided by another information content provider"라고 명시하고 있다.
2019년, 페이스북은 외상 후 스트레스 장애 진단을 받은 진행자들에 의해 집단 소송에 직면했다. 이 소송은 다음 해에 5200만 달러에 합의되었다.

## 일반적인 기능
기본적으로 인터넷 포럼이 되려면 웹 애플리케이션은 스레드와 답글을 제출할 수 있는 기능이 필요하다. 일반적으로 스레드는 최신부터 오래된 순서로, 답글은 오래된 것부터 최신 순서로 표시된다.

### 트립코드 및 캡코드
대부분의 화상게시판 및 5채널 스타일 토론 게시판은 익명 게시를 허용(및 권장)하며 등록 대신 트립코드 시스템을 사용한다. 트립코드는 사용자에 대한 데이터를 저장하지 않고도 신원을 인식할 수 있도록 하는 암호의 해시 결과이다.
트립코드 시스템에서는 비밀번호가 구분 문자(종종 번호 기호) 뒤에 사용자 이름에 추가된다. 이 암호 또는 트립코드는 HTML 스타일로 이름과 구별되는 특수 키 또는 트립으로 해시된다. 트립코드는 위조될 수 없지만, 일부 유형의 포럼 소프트웨어에서는 안전하지 않으며 추측될 수 있다. 다른 유형에서는 트립코드 탐색기와 같은 트립코드를 검색하도록 설계된 소프트웨어로 무작위 대입 공격을 할 수 있다.
진행자와 관리자는 종종 추측 가능한 트립이 특수 알림(예: "# 관리자") 또는 캡으로 대체되는 캡코드 또는 트립코드를 스스로 할당한다.

### 쪽지
쪽지 또는 개인 메시지, 줄여서 PM은 회원으로부터 한 명 이상의 다른 회원에게 비공개로 보내는 메시지이다. 소위 숨은 참조 (BCC)를 보낼 수 있는 기능이 때때로 제공된다. BCC를 보낼 때, 메시지를 직접 받는 사용자들은 BCC 수신자를 알지 못하며, BCC가 전송되었는지조차 알지 못한다.
개인 메시지는 일반적으로 개인적인 대화에 사용된다. 또한 트립코드와 함께 사용될 수도 있다. 메시지가 공개 트립에 주소를 지정하고 트립코드를 입력하여 가져올 수 있다.

### 첨부 파일
첨부 파일은 거의 모든 파일이 될 수 있다. 누군가 게시물에 파일을 첨부하면 해당 파일을 포럼 서버에 업로드하는 것이다. 포럼은 일반적으로 첨부할 수 있는 파일과 첨부할 수 없는 파일(파일 크기 포함)에 대해 매우 엄격한 제한을 둔다. 첨부 파일은 스레드, 소셜 그룹 등의 일부일 수 있다.

### BBCode 및 HTML
하이퍼텍스트 마크업 언어 (HTML)는 때때로 허용되지만, 일반적으로 사용이 권장되지 않거나 허용되는 경우 광범위하게 필터링된다. 최신 게시판 시스템은 일반적으로 HTML을 완전히 비활성화하거나 관리자만 사용하도록 허용하는데, 이는 일반 사용자 수준에서 HTML을 허용하는 것이 XSS 취약점 발생률이 높기 때문에 보안 위험으로 간주되기 때문이다. HTML이 비활성화되면 게시판 코드 (BBCode)가 가장 일반적인 대안으로 선호된다. BBCode는 일반적으로 HTML과 유사한 태그로 구성되지만, `<` 및 `>` 대신 태그 이름이 대괄호 (`[` 및 `]`) 안에 묶인다. 일반적으로 이탤릭체에는 `[i]`, 굵은 글씨에는 `[b]`, 밑줄에는 `[u]`, 색상에는 `[color="값"]`, 목록에는 `[list]`, 이미지에는 `[img]`, 링크에는 `[url]`이 사용된다.
다음 BBCode 예시: `[b]This[/b] is [i]clever[/i] [b] [i]text[/b] `이다. 게시물이 표시될 때 코드는 HTML로 렌더링되어 다음과 같이 표시된다: This is clever text.
많은 포럼 패키지는 사용자 지정 BBCode 또는 패키지에 내장되지 않은 BBCode를 만들 수 있는 방법을 제공한다. 관리자는 복잡한 BBCode를 만들어 게시물에 JavaScript 또는 iframe 기능을 사용할 수 있도록 하여 YouTube 또는 Google Video를 뷰어와 함께 직접 게시물에 임베드할 수 있다.

### 이모티콘
이모티콘 또는 스마일리는 서면 또는 메시지 형태로 감정적인 내용을 전달하는 데 사용되는 기호 또는 기호 조합이다. 포럼은 일부 이모티콘의 텍스트 표현(예: `xD`, `:p`)이 작은 이미지로 렌더링되는 시스템을 구현한다. 포럼 주제의 출처(대부분의 포럼은 국제적이기 때문)에 따라 스마일리는 다른 형태의 유사한 그래픽으로 대체될 수 있다. 예를 들어, 카오모지(`*(^O^)*`, `(^-^)b`) 또는 특수 기호 사이의 텍스트(`:blink:`, `:idea:`) 등이 있다.

### 투표
대부분의 포럼은 스레드에 대한 여론 조사 시스템을 구현한다. 대부분의 구현은 옵션을 선택할 때 단일 선택 또는 다중 선택(때때로 특정 숫자로 제한됨)을 허용하며, 투표자의 비공개 또는 공개 표시를 허용한다. 투표는 특정 날짜 이후 또는 경우에 따라 생성 후 며칠 후에 만료되도록 설정할 수 있다. 회원들은 투표에 참여하고 통계는 그래픽으로 표시된다.

### 기타 기능
무시 목록을 사용하면 회원이 보고 싶지 않거나 문제가 있는 다른 회원의 게시물을 숨길 수 있다. 대부분의 구현에서 이 기능은 적으로 간주되거나 무시 목록으로 불린다. 게시물은 일반적으로 숨겨지지 않고 최소화되며, 무시 목록에 있는 사용자로부터 게시물이 있음을 나타내는 작은 막대만 표시된다. 거의 모든 인터넷 포럼에는 통합 검색 기능이 있는 회원 목록이 포함되어 있다. 일부 포럼은 계정을 활성화했더라도 게시물이 없는 회원은 목록에 표시하지 않는다.
많은 포럼에서 사용자가 아바타를 설정할 수 있다. 아바타는 사용자를 더 쉽게 알아볼 수 있도록 사용자의 모든 게시물 옆에 나타나는 이미지이다. 사용자는 이미지를 포럼 데이터베이스에 업로드하거나 별도의 웹사이트에 있는 이미지 링크를 제공할 수 있다. 각 포럼은 사용할 수 있는 아바타의 높이, 너비 및 데이터 크기에 제한을 둔다. 사용자가 너무 큰 아바타를 사용하려고 하면 크기가 조정되거나 거부될 수 있다.
마찬가지로, 대부분의 포럼은 사용자에게 서명(때때로 "sig"라고도 함)을 정의할 수 있도록 한다. 서명은 BBCode를 포함할 수 있는 텍스트 블록으로, 사용자의 모든 게시물 하단에 나타난다. 서명에는 글자 수 제한이 있지만, 매우 높아서 거의 도달하지 않을 수 있다. 종종 포럼의 진행자는 서명이 불쾌하게 보이지 않도록(예: 극도로 길거나 깜박이는 이미지) 서명에 대한 수동 규칙을 부과하고 이러한 규칙을 어기는 사용자에게 경고 또는 차단을 발령한다. 아바타와 마찬가지로 서명은 게시자의 식별성을 향상시킬 수 있다. 또한 사용자가 모든 게시물에 정보를 첨부할 수 있도록 한다. 예를 들어, 특정 대의에 대한 지지를 표명하거나, 자신에 대한 사실을 언급하거나, 이전에 포럼에서 언급된 유머러스한 내용을 인용하는 등의 작업을 할 수 있다.
구독은 대부분의 포럼 소프트웨어에 통합된 자동 알림 형식이다. 일반적으로 회원이 다시 접속했을 때 전자우편 또는 사이트에서 회원에게 알린다. 로그인 상태에서 모든 스레드에 대해 구독 옵션을 사용할 수 있다. 구독은 읽음 표시, 즉 소프트웨어가 사용자에게 제공하지 않은 콘텐츠에 부여되는 읽지 않음 속성과 함께 작동한다.
일부 인기 있는 포럼 소프트웨어 구현의 최근 개발로 소셜 네트워크 기능과 기능이 도입되었다. 이러한 기능에는 개인 갤러리 및 페이지뿐만 아니라 채팅 시스템과 같은 소셜 네트워크가 포함된다.
대부분의 포럼 소프트웨어는 이제 완전히 사용자 정의가 가능하며, 사용자 및 회원의 요구에 맞게 포럼을 사용자 정의할 수 있는 "핵" 또는 "수정"이 쉽게 제공된다.
종종 포럼은 "쿠키" 또는 사용자 행동에 대한 정보를 사용자 브라우저로 보내고 사이트에 다시 접속할 때 사용한다. 이는 자동 로그인을 용이하게 하고 스레드 또는 포럼에 마지막 방문 이후 새 게시물이 있는지 사용자에게 보여주기 위해 수행된다. 이들은 언제든지 비활성화하거나 지울 수 있다.

## 규칙 및 정책
포럼은 관리자와 진행자로 구성된 직원이라고 불리는 개인 그룹에 의해 운영되며, 이들은 포럼의 구상, 기술 유지보수 및 정책(생성 및 시행)을 담당한다. 대부분의 포럼에는 포럼 생성자의 바람, 목표 및 지침을 자세히 설명하는 규칙 목록이 있다. 또한 새로운 회원과 포럼의 사용 및 원칙에 아직 익숙하지 않은 사람들을 위한 기본 정보가 포함된 FAQ 섹션도 일반적으로 있다(일반적으로 특정 포럼 소프트웨어에 맞춤).
포럼 규칙은 일반적으로 전체 사용자에게 적용되며 종종 미리 설정된 예외를 갖는다. 가장 일반적인 예외는 특정 섹션을 예외로 지정하는 것이다. 예를 들어, IT 포럼에서는 컴퓨터 프로그래밍 언어 외의 모든 것에 대한 토론은 규칙에 위배될 수 있지만, 일반 채팅 섹션은 예외이다.
포럼 규칙은 중재 팀에 의해 유지 및 시행되지만, 사용자는 보고 시스템을 통해 도움을 줄 수 있다. 대부분의 서구 포럼 플랫폼은 이러한 시스템을 자동으로 제공한다. 이 시스템은 각 게시물(자신의 게시물 포함)에 적용되는 작은 기능으로 구성된다. 이를 사용하면 현재 사용 가능한 모든 진행자에게 해당 위치를 알리고, 즉시 후속 조치 또는 판단을 수행할 수 있어 대규모 또는 매우 발달된 게시판에서 특히 바람직하다. 일반적으로 진행자는 회원들에게 행동을 신고하려면 쪽지 시스템을 사용하도록 권장한다. 진행자는 일반적으로 비진행자의 중재 시도를, 특히 해당 중재자가 보고서조차 제출하지 않은 경우, 비난한다. 진행자가 아닌 사람이 진행자처럼 행동하는 메시지는 일반적으로 게시물이 규칙에 위배된다고 선언하거나 처벌을 예측한다. 해롭지는 않지만, 규칙을 강제하려는 시도는 권장되지 않는다.
규칙이 위반되면 몇 가지 조치가 일반적으로 취해진다. 먼저 경고가 주어지며, 이는 일반적으로 쪽지 형태이지만 최근 개발로 소프트웨어에 통합될 수 있게 되었다. 그 후, 해당 행위가 무시되고 경고가 효과가 없다면, 회원은 일반적으로 며칠 동안 포럼에서 추방된다. 사이트 접근을 거부하는 것을 차단이라고 한다. 차단은 해당 인물이 더 이상 로그인하거나 사이트를 볼 수 없음을 의미할 수 있다. 위반자가 경고 선고 후에도 위반을 반복하면 또 다른 차단이 주어지며, 이번에는 일반적으로 더 긴 차단이다. 사이트에 대한 지속적인 괴롭힘은 결국 영구 차단으로 이어진다. 대부분의 경우 이는 단순히 계정이 잠금 상태가 된다는 의미이다. 극단적인 경우, 영구 차단된 후에도 위반자가 다른 계정을 생성하여 사이트를 계속 괴롭히면 관리자는 IP 주소 차단 또는 차단(서버 수준에서도 적용 가능)을 적용한다. IP 주소가 고정적인 경우, 위반자의 기계는 사이트에 접근하는 것이 차단된다. 일부 극단적인 상황에서는 IP 주소 차단 또는 국가 차단이 적용될 수 있으며, 이는 일반적으로 정치적, 라이선스 또는 기타 이유 때문이다. 참조: 차단 (인터넷), IP 주소 차단, 인터넷 검열.
규칙을 위반한 콘텐츠는 일반적으로 삭제된다. 때때로 주제가 문제의 원인으로 간주되면 잠금 처리된다. 게시자가 문제가 발생할 것으로 예상되는 주제를 잠금 처리해 달라고 요청할 수도 있지만, 진행자가 승인 여부를 결정한다. 잠금된 스레드에서는 회원들이 더 이상 게시물을 올릴 수 없다. 주제가 규칙 위반으로 간주되는 경우 해당 주제와 모든 게시물이 삭제될 수 있다.

### 트롤
포럼 트롤은 반복적이고 고의적으로 기존 온라인 커뮤니티의 넷티켓을 위반하며, 도발적이고 불필요하거나 주제와 관련 없는 메시지를 게시하여 사용자들을 유인하거나 흥분시켜 반응을 유도하거나 포럼 규칙 및 정책, 그리고 포럼 직원의 인내심을 시험하는 사용자들이다. 그들의 도발적인 행동은 잠재적으로 악성 댓글 (아래 참조) 또는 기타 혼란을 야기할 수 있다. 트롤의 도발에 반응하는 것은 일반적으로 '트롤에게 먹이를 주는 것'으로 알려져 있으며, 그들의 파괴적인 행동을 부추길 수 있으므로 일반적으로 권장되지 않는다.

### 다중 계정
다중 계정이라는 용어는 특정 메시지 게시판이나 포럼에서 동일한 사람이 사용하는 여러 가명을 의미한다. 다중 계정의 비유는 인형극 공연자가 두 손을 들고 두 인형에게 동시에 대사를 제공하는 것과 같다. 다중 계정의 일반적인 사용은 동일 인물의 다른 다중 계정과의 의견 일치 또는 논쟁을 통해 인형극 공연자의 주장을 강화하는 목적이다. 다중 계정은 일반적으로 포럼에서 계정에 대한 IP 주소 검사를 수행할 때 발견된다.

### 스팸 광고
포럼 스팸 광고는 사용자가 동일한 단어나 문구를 반복적으로 반복하는 넷티켓 위반이지만, 멀티 포스팅과는 달리 스팸 광고는 종종 악의적인 의도를 가진 고의적인 행위라는 점에서 다르다. 이는 흔한 트롤링 기술이다. 또한 포럼 규칙을 위반하는 미지급 광고일 수도 있다. 스패머는 봇넷 사용을 포함하여 스팸을 게시하기 위해 여러 불법적인 기술을 사용한다.
일부 포럼에서는 간결하고 댓글 지향적인 게시물을 스팸으로 간주한다. 예를 들어, "감사합니다", "멋지네요", "좋아요" 등이다.

### 이중 게시
인터넷 포럼에서 흔히 저지르는 실수 중 하나는 같은 메시지를 두 번 게시하는 것이다. 사용자는 때때로 약간만 다른 버전의 메시지를 게시하기도 하는데, 특히 이전 게시물을 편집할 수 없는 포럼에서 그렇다. 이전 게시물을 편집하는 대신 여러 번 게시하면 사용자의 게시물 수가 인위적으로 부풀려질 수 있다. 여러 번 게시하는 것은 의도치 않은 경우일 수 있다. 사용자의 브라우저가 게시물이 전송되었음에도 불구하고 오류 메시지를 표시하거나, 느린 포럼의 사용자가 참을성을 잃고 제출 버튼을 반복해서 누를 수 있다. 오프라인 편집기가 같은 메시지를 두 번 게시할 수도 있다. 여러 번 게시하는 것은 트롤링 또는 포럼 스팸을 퍼뜨리는 방법으로도 사용될 수 있다. 사용자는 또한 같은 게시물을 여러 포럼에 보낼 수 있는데, 이를 교차 게시라고 한다. 이 용어는 유즈넷에서 파생되었으며, 유즈넷에서는 교차 게시가 허용되는 관행이었지만, 웹 포럼에서는 문제가 된다. 웹 포럼은 이러한 게시물을 연결하는 기능이 없어 한 포럼의 답글이 다른 포럼에서 게시물을 읽는 사람들에게 보이지 않는다.

### 네크로 포스팅
네크로 포스트는 임의로 오래된 스레드를 부활시켜(즉, 강령술처럼) 더 새롭고 활성화된 스레드 위에 나타나게 하는 메시지이다. 이러한 관행은 대부분의 포럼에서 넷티켓 위반으로 간주된다. 오래된 스레드는 일반적으로 추가 게시가 잠기지 않기 때문에, 네크로 포스팅은 새로운 사용자에게 흔하며 이전 게시물의 날짜가 명확하지 않은 경우에도 발생한다.

### 단어 검열
단어 검열 시스템은 일반적으로 포럼 소프트웨어 패키지에 포함되어 있다. 이 시스템은 게시물 본문이나 다른 사용자가 편집 가능한 포럼 요소(예: 사용자 제목)에서 단어를 찾아 특정 키워드(일반적으로 대소문자 구분 없음)와 부분적으로 일치하면 검열한다. 가장 일반적인 검열은 별표 문자로 글자를 대체하는 것이다. 예를 들어, 사용자 제목에서 "admin", "moderator", "leader" 등과 같은 단어를 사용하는 것은 부적절하다고 간주된다. 검열 시스템이 구현되면 "forum leader"와 같은 제목은 "forum ******"로 필터링될 수 있다. 무례하거나 저속한 단어는 검열 시스템의 일반적인 대상이다. 그러나 이러한 자동 검열은 실수를 할 수 있다. 예를 들어, "wristwatch"를 "wris****ch"로, "Scunthorpe"를 "S****horpe"로, 또는 "Essex"를 "Es***"로 검열하는 경우이다.

### 악성 댓글
스레드 또는 경우에 따라 전체 포럼이 불안정해지면, 일반적으로 한 줄짜리 불평, 이미지 매크로 또는 보고 시스템 남용 형태의 통제되지 않는 스팸이 발생한다. 토론이 격렬해지고 양측이 서로의 관점 차이를 인정하지 않고 불평만 한다면, 토론은 악성 댓글로 변질된다. 누군가를 악성 댓글로 공격한다는 것은 주제에서 벗어나 상대방의 의견이 아니라 그 사람을 공격하는 것을 의미한다. 악성 댓글의 유력한 후보는 대개 종교 및 사회 정치적 주제, 또는 포럼 외부의 기존 라이벌 관계를 논의하는 주제(예: 게임, 콘솔 시스템, 자동차 제조사, 국적 등 간의 경쟁)이다.
악성 댓글로 변질된 주제가 포럼(섹션이든 전체 게시판이든)과 관련이 있다고 간주되면, 스팸과 악성 댓글이 주제 밖으로 퍼져 문제를 일으킬 수 있으며, 일반적으로 반달리즘 형태로 나타난다. 일부 포럼(일반적으로 게임 포럼)은 기존 악성 댓글 요소가 온라인 커뮤니티에 존재했기 때문에 생성 직후 포럼 전체에 걸친 악성 댓글로 고통받았다. 많은 포럼은 잠재적인 악성 댓글 주제를 논의하기 위한 전용 공간을 만들었으며, 이 공간은 일반적인 방식으로 중재된다.

### 등록 또는 익명성
많은 인터넷 포럼은 게시를 위해 등록을 요구한다. 사이트에 등록된 사용자는 회원이라고 불리며 웹 애플리케이션을 통해 전자 메시지를 제출하거나 보낼 수 있다. 등록 과정에는 연령 확인(미국 포럼 소프트웨어의 COPPA 요구 사항을 충족하기 위해 일반적으로 13세 이상이 요구됨)에 이어 이용 약관 (다른 문서도 존재할 수 있음) 선언 및 해당 약관에 대한 동의 요청이 포함된다. 그 후 모든 것이 순조롭게 진행되면, 후보자에게 최소한 사용자 이름 (별칭), 비밀번호, 이메일 및 CAPTCHA 코드 유효성 검사를 요청하는 웹 양식이 제시된다.
일반적으로 등록 웹 양식을 완료하는 것만으로도 계정을 생성하기에 충분하지만, 등록된 사용자가 등록 시 제공한 전자우편 주소가 실제로 사용자에게 속하는지 확인할 때까지는 기본적으로 비활성 상태 레이블이 제공된다. 그때까지 등록된 사용자는 새 계정에 로그인할 수 있지만 포럼에서 게시, 답글 또는 쪽지를 보낼 수 없다.

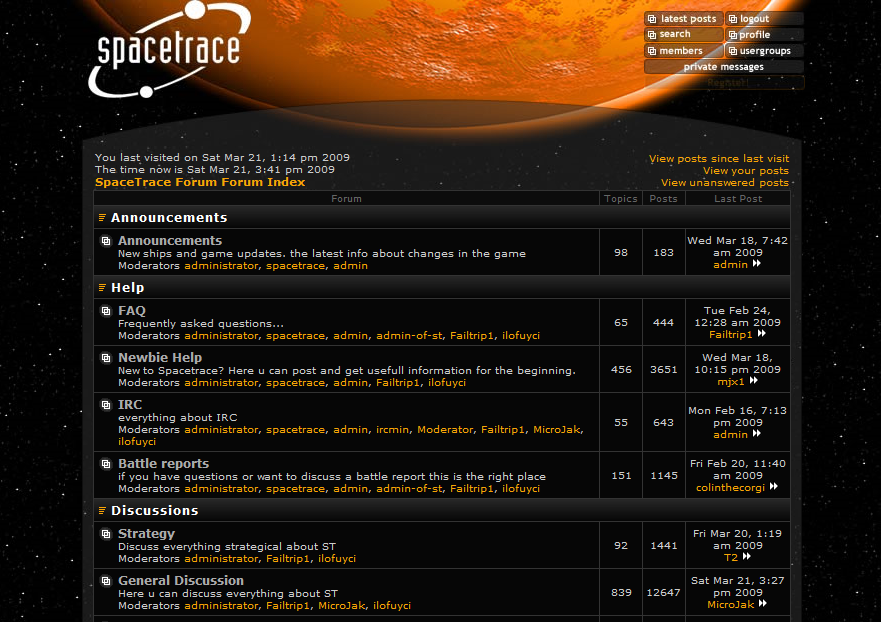
인터넷 포럼은 멀티플레이어 온라인 게임과 함께 자주 사용된다.

때때로 추천인 시스템이 구현된다. 추천인은 사이트 가입 결정에 도입하거나 "도움을 준" 사람이다(마찬가지로, HTTP 리퍼러는 다른 사이트로 링크를 제공한 사이트이다). 일반적으로 추천인은 다른 포럼 회원이며, 회원은 추천에 대해 보상을 받는다. 추천인 시스템은 방문자가 `referrerid=300`과 같은 링크를 통해 포럼을 방문하는 경우, 방문자가 등록하면 해당 ID 번호(이 예에서는 300)를 가진 사용자가 추천 크레딧을 받도록 구현되기도 한다. 목적은 일반적으로 커뮤니티 성장에 도움을 주는 사람들에게 단순히 크레딧을 주는 것(때로는 보상도 포함됨)이다.
일본과 같은 지역에서는 등록이 선택 사항인 경우가 많으며 익명성이 권장되기도 한다. 이러한 포럼에서는 정식 등록 없이도 신분 확인을 위해 트립코드 시스템이 사용될 수 있다. 포럼 토론을 정기적으로 읽지만 등록하지 않거나 게시하지 않는 사람들을 "눈팅족"이라고 부른다.

## 다른 웹 애플리케이션과의 비교
전자우편 리스트: 포럼과 전자우편 리스트의 주요 차이점은 전자우편 리스트는 구독자에게 새 메시지를 자동으로 전달하는 반면, 포럼은 독자가 웹사이트를 방문하여 새 게시물을 확인해야 한다는 점이다. 회원들이 관심 있는 스레드의 답글을 놓칠 수 있기 때문에, 많은 현대 포럼은 "이메일 알림" 기능과 회원들이 애그리게이터 소프트웨어를 사용하여 새 게시물의 요약을 볼 수 있는 웹 피드를 제공한다. 또한 포럼과 메일링 리스트 기능을 결합한 소프트웨어 제품도 있다. 즉, 회원의 선택에 따라 전자우편뿐만 아니라 브라우저를 통해서도 게시 및 읽기가 가능하다.
뉴스 클라이언트: 뉴스그룹과 포럼의 주요 차이점은 뉴스그룹에 참여하려면 뉴스 클라이언트라는 추가 소프트웨어가 필요한 반면, 포럼을 사용하려면 웹 브라우저 외에 추가 소프트웨어가 필요하지 않다는 점이다.
섈 박스: 인터넷 포럼과 달리 대부분의 섈 박스는 등록이 필요하지 않으며 사용자로부터 전자우편 주소만 요구한다. 또한 섈 박스는 대부분의 메시지 게시판과 달리 엄격하게 중재되지 않는다.
위키: 기존 포럼과 달리, 원래 위키는 모든 사용자가 모든 콘텐츠(서로의 메시지 포함)를 편집할 수 있도록 허용했다. 이러한 수준의 콘텐츠 조작은 대부분의 포럼에서 진행자 또는 관리자에게만 허용된다. 위키는 토론 문서 외의 다른 콘텐츠 생성도 허용한다. 반면, 웹로그와 일반적인 콘텐츠 관리 시스템은 소수의 선택된 사용자만이 블로그 항목을 게시할 수 있도록 잠겨 있는 경향이 있지만, 많은 경우 다른 사용자가 댓글을 달 수 있도록 허용한다. 위키아라는 위키 호스팅 사이트에는 포럼과 메시지 벽이라는 두 가지 기능이 운영되고 있다. 포럼은 오직 토론만을 위해 사용되며 편집을 통해 작동하는 반면, 메시지 벽은 전통적인 포럼과 더 유사하게 게시된 메시지를 통해 작동한다.
채팅 및 인스턴트 메신저: 포럼은 채팅 및 인스턴트 메신저와 달리 포럼 참가자가 메시지를 주고받기 위해 동시에 온라인 상태일 필요가 없다는 점에서 다르다. 포럼에 게시된 메시지는 포럼이나 스레드가 닫히더라도 일정 기간 동안 공개적으로 이용 가능하지만, 이는 빈번한 활동을 유지하는 채팅방에서는 흔치 않다.
포럼 중 드물게 사진 앨범을 만들 수 있는 기능이 있다. 포럼 참가자는 개인 사진을 사이트에 업로드하고 사진에 설명을 추가할 수 있다. 사진은 게시 스레드와 동일한 형식으로 사용할 수 있으며 "게시물 신고" 및 "게시물에 답글 달기"와 같은 동일한 옵션을 포함할 수 있다.

## 같이 보기
- 온라인 상담
- 인터넷 커뮤니티